# داميين بيركويس
داميين بيركويس (بالفرنسية: Damien Perquis)‏ (مواليد 10 أبريل 1984 في تروا - فرنسا) لاعب كرة قدم فرنسي يلعب حاليا لصالح نادي الدرجة الأولى سوشو الفرنسي منذ 2008 في مركز قلب الدفاع .

## روابط خارجية
- داميين بيركويس على موقع الاتحاد الأوربي (الإنجليزية)
- داميين بيركويس على موقع الدوري الأمريكي (الإنجليزية)
- داميين بيركويس على موقع قاعدة بيانات كرة القدم.إي يو (الإنجليزية)
- داميين بيركويس على موقع بيانات كرة القدم. دي إي (الألمانية)
- داميين بيركويس على موقع ليكيب (الفرنسية)
- داميين بيركويس على موقع ناشيونال فوتبول تيمز (الإنجليزية)
- داميين بيركويس على موقع Soccerbase.com (لاعب) (الإنجليزية)
- داميين بيركويس على موقع Soccerway.com (الإنجليزية)
- داميين بيركويس على موقع عالم كرة القدم.نت (الإنجليزية)
- داميين بيركويس على موقع كووورة